# Danae recta
Danae recta es una especie de coleóptero de la familia Endomychidae.

## Distribución geográfica
Habita en Kinshasa, Congo.